# الكسندر مادرايغال
الكسندر مادرايغال (بالإسبانية: Alexander Madrigal)‏ هو لاعب كرة قدم ومدرب كرة قدم مكسيكي وكوستاريكي في مركز الدفاع، ولد في 6 مايو 1972 في كوستاريكا. شارك مع منتخب كوستاريكا لكرة القدم. أما مع النوادي، فقد لعب مع تيبورونيس روخوس دي فيراكروز وكلوب ليون وكوبان إمبيريال ونادي كارتاهينيس.

## وصلات خارجية
- الكسندر مادرايغال على موقع الاتحاد الدولي (مؤرشف)  (الإنجليزية)
- الكسندر مادرايغال على موقع قاعدة بيانات كرة القدم.إي يو (الإنجليزية)
- الكسندر مادرايغال على موقع ناشيونال فوتبول تيمز (الإنجليزية)